# Битва при Фоссальте
Битва при Фоссальте (итал. Battaglia di Fossalta) — сражение 26 мая 1249 года, в ходе которого ополчение Болоньи, входившей в Ломбардскую лигу, разгромило войска Священной Римской империи, выступившие на защиту Модены.

## Предыстория
Земли Болоньи, где преобладали гвельфы, граничили с владениями Модены, сохранявшей верность Священной Римской империи, что способствовало возникновению конфликтов. Предметом споров с XII века являлись притязания обеих сторон на монастырские имения Нонантолы и юрисдикция над Фриньяно. Противостояние длилось с разными результатами для соперников, но прерывалось на период борьбы Ломбардской лиги, в которую входили оба города, с императором Фридрихом Барбароссой. С наступлением XIII столетия соперничество городов возобновилось. В 1226 году Болонья присоединилась к Милану, Пьяченце, Брешии, Тревизо и Падуе в составе возобновлённой Ломбардской лиги, а Модена оказалась в проимперском лагере вместе с Пармой, Реджо Эмилией, Павией и Бергамо, земли Модены стали полем сражений между противостоящими силами в 1230-х и 1240-х годах.
В самом городе также продолжалась борьба между гвельфской партией Айгони (Aigoni) с участием семей Рангони, Боскетти, Сассуоло, Савиньяно и другими, и гибеллинами во главе с семьёй Грасольфи (Grasolfi). В 1247 году потерпевшие поражение Айгони были изгнаны и нашли убежище в Болонье.
В 1248 году при поддержке Болоньи Айгони захватили принадлежавшие Модене Нонантолу и Савиньяно-суль-Панаро. К этому времени военно-политическая ситуация в противостоянии Ломбардской лиги и нового императора Фридриха II складывалась не в пользу последнего: гибеллины в феврале 1248 года потерпели поражение при осаде Пармы, и новая победа гвельфов могла окончательно склонить чашу весов в их пользу.

## Сражение
В 1249 году король Сардинии Энцо, бастард императора Фридриха II и генеральный имперский викарий, приехал в Кремону на собственную свадьбу с родственницей влиятельного гибеллина Эццелино да Романо (имя его невесты история не сохранила). В феврале этого же года он после осады взял штурмом мятежный замок Роло нель Реджано (Rolo nel Reggiano), приказав повесить около сотни его защитников.
В полдень 26 мая 1249 года король Энцо выступил из Кремоны на помощь Модене, атакованной болонским ополчением во главе с подеста Филиппо дельи Угони (Filippo degli Ugoni). Болонцам содействовало папское войско под командованием легата кардинала Оттавиано Убальдини и отряд маркиза Феррары Аццо VII д'Эсте. Вся эта армия вторжения на пути к Модене остановилась у реки Панаро с целью наведения переправы для обоза и осадных машин.
В три часа дня Энцо достиг Панаро и атаковал болонских сапёров, занятых заготовкой леса для сооружения моста. Те в панике бросились бежать вброд через реку, но внезапная массированная атака болонской кавалерии с флангов застала имперские войска врасплох и смяла их боевые порядки. Энцо дал сигнал к отступлению, но сам со своими германскими рыцарями остался прикрывать отход основных сил. В Фоссальте из-за повышения уровня воды в Тьепидо движение имперских отрядов замедлилось, строй нарушился, и с этого места до самой Модены продолжалось уже в виде беспорядочного бегства.
Сражение развивалось вдоль линии, которая соединяла Эмилиеву дорогу, начинавшуюся от ворот Св. Амвросия, пересекала бурную речку Тьепидо в городке Фоссальта и продолжалась до Сан-Ладзаро, в полутора километрах от одноимённых ворот Модены.
В Сан-Ладзаро король Энцо был сброшен с седла и взят в плен. Вместе с ним были захвачены 1200 пехотинцев и 400 рыцарей, в том числе командир кремонского ополчения Буозо да Дуэра и подеста Реджо Эмилии Марино да Эболи. Модена была осаждена и через год сдалась. Пленные спустя некоторое время были освобождены за выкуп, кроме короля Энцо, который оставался почётным пленником Болоньи до своей смерти, которая последовала через 22 года.